# Alan Solomont
Alan D. Solomont (Boston, Massachusetts, 1949) es un diplomático estadounidense, Embajador de Estados Unidos en España y Andorra desde 2009 hasta 2013. Fue propuesto por el Presidente Barack Obama en agosto de 2009, y confirmado por el Senado de los Estados Unidos el 24 de diciembre de 2009. Su familia y él llegaron a Madrid el 9 de enero de 2010.
El 27 de enero de 2010 presentó sus credenciales a Su Majestad el Rey Juan Carlos I. El 1 de agosto de 2013 fue sustituido por James Costos.

## Carrera profesional
Alan Solomont es licenciado en Ciencias Políticas y Estudios Urbanísticos por la Universidad Tufts y licenciado en Enfermería por la Universidad de Massachusetts en Lowell.
El exembajador es un empresario y activista político. Hasta su nombramiento era presidente de la junta directiva de la Corporación para el Servicio Nacional y Comunitario (Corporation for National and Community Service). Fue nombrado miembro de la junta en 2000 por el Presidente Clinton y de nuevo en 2007 por el Presidente Bush, y elegido su presidente en 2009.
Solomont ha dedicado su carrera profesional a los ámbitos de la asistencia sanitaria y la atención a las personas mayores. Fue presidente de Solomont Bailis Ventures, que invierte en nuevas empresas dedicadas a la asistencia médica. Fue cofundador de HouseWorks, empresa de ayuda a domicilio que contribuye a que las personas de la tercera edad sean independientes y apoya a las familias que cuidan de parientes mayores. Asimismo, fundó Angel Healthcare Investors, de la que también fue director gerente.
Ha sido senior fellow y profesor visitante en la Universidad Tufts, donde impartió un curso de ciencias políticas sobre la presidencia estadounidense. Ha pertenecido a consejos de diversas organizaciones tanto lucrativas como no lucrativas, como el Centro Médico de Boston, la Boston Private Bank & Trust Company, Angel Healthcare Investors, el New Israel Fund, el Israel Policy Forum, la Universidad de Lowell, la Universidad de Massachusetts, la Universidad Tufts, la Fundación de la Biblioteca Presidencial John F. Kennedy y la Fundación Educativa de WGBH. Ha presidido el consejo conjunto de las organizaciones filantrópicas judías del área metropolitana de Boston y de Hebrew Senior Life, organización sin ánimo de lucro que proporciona asistencia a las personas mayores (judías) en Boston.
Alan Solomont es desde hace tiempo un líder en el Partido Demócrata y fue el presidente de finanzas del Comité Nacional del partido entre 1997 y 1998. Fue un apoyo crucial en la campaña presidencial de Barack Obama y goza de la amistad del Senador John Kerry, presidente de la Comisión de Relaciones Exteriores del Senado estadounidense.